# Friedrich Barthel (Schriftsteller)
Friedrich Barthel (* 6. März 1881 in Düsseldorf; † 1960 in Döttesfeld, Pseudonym Friedrich Ekkehard) war ein deutscher Schriftsteller und Journalist.

## Leben
Friedrich Barthel wurde 1881 in Düsseldorf geboren. In seiner ersten Lebenshälfte arbeitete er als Journalist, z. B. für den Hamburgischen Correspondenten und die Zeitschrift Jugend. Barthel war verheiratet mit der Schriftstellerin Lisa Barthel-Winkler. Sie lebten in Wildau in der Nähe von Berlin, wo Barthel für den Berliner Lokal-Anzeiger und als Journalist und Redakteur im Scherl-Verlag arbeitete. Nach Ende des Krieges zogen sie in Barthels Geburtsstadt Düsseldorf, und schließlich weiter nach Döttesfeld. 

## Schaffen
Barthel widmete sich insbesondere dem Werk von Karl May und war Mitherausgeber der ersten Karl-May-Jahrbücher, für die er auch Beiträge verfasste. Der letzte umjubelte Vortrag Empor ins Reich der Edelmenschen von Karl May, der als sein Vermächtnis angesehen werden kann, ist in einer von Barthel rekonstruierten Form überliefert.
Zusammen mit seiner Frau Lisa Barthel-Winkler veröffentlichte Barthel unter dem Pseudonym F.L. Barwin.
In den 1920ern wurde Barthels Einstellung stärker rechts orientiert und sein Roman Sturmgeschlecht ist dezidiert antisemitisch und nationalsozialistisch.
Nach Ende des Zweiten Weltkrieges wurden in der Sowjetischen Besatzungszone Barthels Schriften Lied an der Grenze, Hans Prod und Sturmgeschlecht auf die Liste der auszusondernden Literatur gesetzt.

## Schriften
- Sturmgeschlecht. Zweimal 9. November. Franz-Eher-Verlag, München 1933.
- Lied an der Grenze. Janke, Leipzig 1935.
- Sturmvögel mit Büchse und Toboggan durch die Arktis Die Tochter aus dem Süden. Heidenau, Verlagshaus Freya, ca. 1939.
- Runheim, 1942.
- Hans Prod. Ein deutsches Schicksal. Robert Mölich Verlag, Berlin 1943.
- Letzte Abenteuer um Karl May. Ustad-Verlag, Bamberg 1955.